# 5638 Deikoon
5638 Deikoon è un asteroide troiano di Giove del campo troiano. Scoperto nel 1988, presenta un'orbita caratterizzata da un semiasse maggiore pari a 5,2505065 UA e da un'eccentricità di 0,1070034, inclinata di 10,90711° rispetto all'eclittica.
L'asteroide è dedicato a Deicoonte, figlio di Pergaso.